# IC 4665
IC 4665（科林德349 / 梅洛特179）是在星座蛇夫座的一個疏散星團，位於宗正一（蛇夫座 β）的東北方約1°處。它是瑞士天文學家讓－菲利浦·德·舍索於1745年發現的。該星團距離地球約1,100 光年。即使用最小的望遠鏡或雙筒望遠鏡都很容易看到。在足夠暗的地方用肉眼可以直接看到。可能是因為它太鬆散和粗曠了，使得查爾斯·梅西耶和威廉·赫歇爾都沒有編入星表的最亮星團之一。
對這個星團的年齡估計從2000萬年到1億年不等。將恆星的鋰衰竭與其他星團進行比較表明，它大約在5500萬年前開始發展。主序轉折點年齡的上限為42±12百萬年。已確定的星團候選成員有819顆，1977年發現兩顆化學性質特異恆星也是成員星。
有證據表明，IC 4665正在與位於約4°外的老星團科林德350發生碰撞。目前，它們之間的距離為118.2 ly（36.25 pc），而在形成時相距至少有1,600 ly（500 pc）。目前尚不清楚這兩個星團是否會因碰撞而合併。

## 外部連結
- 维基共享资源上的相關多媒體資源：IC 4665
- IC 4665 @ SEDS IC objects pages
- IC 4665 www.univie.ac.at
- WikiSky上关于IC 4665的内容：DSS2, SDSS, GALEX, IRAS, 氢α, X射线, 天文照片, 天图, 文章和图片
- X-Ray Activity in the Open Cluster IC 4665 National Aeronautics and Space Administration

Template:Ophiuchus